# 夜咲蘭の探偵ジョッキーファイル
『夜咲蘭の探偵ジョッキーファイル』（やざきらんのたんていジョッキーファイル）は、インターネットテレビ番組「GyaOジョッキー」のトークバラエティ番組。2007年4月5日から同年9月10日まで放送。

## 概要
ネットアイドル夜咲蘭と浜田（チャット係）で送るトークバラエティ番組。毎週月曜日、24時 - 25時（2007年4月末までは、毎週木曜日24時 - 25時）に生放送。探偵という番組名がついているのは、夜咲が当時「探偵ファイル」に所属していたためだが、特に探偵らしいことを番組中に行うことはなく、夜咲のちょっとした艶めかしいポーズやセリフを披露。夜咲は「会社員」、浜田は「サラリーマン」と自己を位置づけている。

## 出演者
- 夜咲蘭（＝花邑沙希＝saku）
- 浜田（「うらたん」スタッフ・安藤）

## コーナー
この顔にピーンときたら名探偵
夜咲蘭が書いた似顔絵（空想の人物）を元に、視聴者から罪名、名前、生息地、口癖を募集し、人物像を作成していく。
探偵ジョッキーニュース
地上波では放送できないニュースを公開し、出演者がその内容についてコメントする。

## 主な出来事
- 夜咲は毎回コスプレで出演している。
- たまに夜咲が浜田に対してビンタや蹴りの演技を行うこともある。
- 2007年6月11日の生配信で暴走したため、担当Dが始末書を書いた。